# Mockery

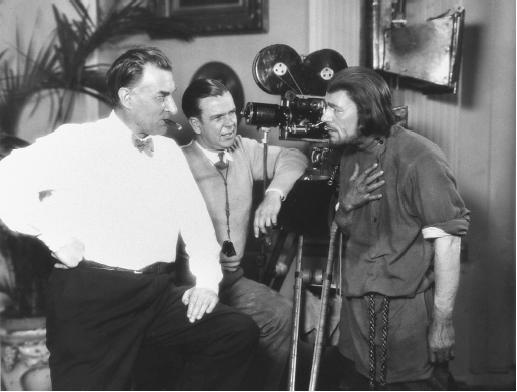
Benjamin Christensen, Merritt B. Gerstad et Lon Chaney sur le tournage du film

Pour l’article homonyme, voir Mockery (film, 1912).
Mockery (ou L'Idiot) est un film américain réalisé par Benjamin Christensen sorti en 1927.

## Fiche technique
- Réalisation : Benjamin Christensen
- Scénario : Benjamin Christensen, Stig Esbern, Bradley King
- Chef-opérateur : Merritt B. Gerstad
- Montage : John English
- Direction artistique : Cedric Gibbons, Alexander Toluboff
- Production : Erich Pommer pour Metro-Goldwyn-Mayer
- Genre : Drame, romance
- Format : Noir et blanc
- Durée : 75 minutes
- Date de sortie :
  - États-Unis : 13 août 1927

## Distribution
- Lon Chaney : Sergueï
- Barbara Bedford : La comtesse Tatiana Alexandrova
- Ricardo Cortez : Le capitaine Dimitri
- Mack Swain : Vladimir Gaidaroff
- Emily Fitzroy : Mme Gaidaroff
- Charles Puffy : Ivan, le portier
- Kai Schmidt : Le majordome
- Johnny Mack Brown : L'officier russe

Acteurs non crédités
- Jules Cowles : le paysan volant Tatiana
- Michael Visaroff : Le cosaque fouettant Sergueï